# 크롬웰의 아일랜드 정복
크롬웰의 아일랜드 정복(1649년–1653년)은 올리버 크롬웰이 처음 주도하여 잉글랜드 공화국이 아일랜드 왕국을 재정복한 것이다. 이는 1641년에서 1652년까지의 아일랜드 맹방 전쟁과 1639년에서 1653년까지의 광범위한 삼왕국 전쟁의 일부이다. 현대의 추정치에 따르면 이 기간 동안 아일랜드는 전투, 기근, 가래톳페스트로 인해 1641년 이전 인구의 약 15%에서 20%에 달하는 인구 감소를 겪었다.
1641년 아일랜드 반란으로 아일랜드의 대부분이 아일랜드 맹방의 통제 하에 들어갔고, 맹방은 전쟁에서 왕당파, 의회파, 스코틀랜드 언약도, 그리고 지역 장로교 민병대와 다각적으로 교전했다. 1649년 1월 찰스 1세의 처형 이후, 맹방은 신생 잉글랜드 공화국에 맞서 이전의 왕당파 적들과 동맹을 맺었다. 크롬웰은 1649년 8월 더블린 근처에 원정군을 상륙시켰고, 1650년 말까지 맹방은 패배했지만 산발적인 게릴라전은 1653년까지 계속되었다.
1652년 아일랜드 정착법은 가톨릭교도들이 대부분의 공직에 취임하는 것을 금지하고 그들의 토지를 대량으로 몰수했는데, 그 대부분은 개신교 정착민에게 주어졌다. 이는 계속적인 불만의 원인이 되었으며, 정복의 잔인함 때문에 크롬웰은 아일랜드에서 여전히 깊이 증오받는 인물로 남아 있다. 그가 개인적으로 얼마나 잔학 행위에 책임이 있는지는 여전히 논쟁 중이다. 일부 작가들은 그의 행동이 당시 허용되던 전쟁 규칙 내에 있었다고 주장하지만, 많은 역사학자들은 동의하지 않는다.

## 배경
1649년 1월 찰스 1세의 처형 이후, 신생 잉글랜드 공화국은 아일랜드 왕국에 대한 통제권을 되찾기 위한 조치를 취했다. 가장 시급한 첫 번째 이유는 1649년 아일랜드 가톨릭 맹방과 1649년 1월 아일랜드 국왕으로 선포된 찰스 2세 사이에 체결된 동맹이었다. 이는 왕당파 병력이 아일랜드로 파견되는 것을 허용하고 아일랜드 가톨릭 맹방군을 제임스 버틀러, 오몬드 백작이 이끄는 왕당파 장교들의 지휘 하에 두었다.
둘째, 의회는 1641년 아일랜드 반란 이후로 아일랜드를 재정복하려는 오랜 약속을 가지고 있었다. 아일랜드 맹방이 왕당파와 동맹을 맺지 않았더라도, 잉글랜드 의회는 그곳의 가톨릭 세력을 진압하기 위해 결국 아일랜드를 침공하려고 했을 것이다. 그들은 삼왕국 전쟁 내내 의회군을 아일랜드로 파견했다(대부분 마이클 존스 지휘 하에 1647년에 파견되었다). 그들은 아일랜드를 잉글랜드 왕국의 정당한 통치 영역의 일부로 보았고 1641년 반란 이후 일시적으로 통제권을 벗어났다고 여겼다. 많은 의회주의자들은 1641년 봉기 동안 주로 스코틀랜드 개신교 정착민들에게 가해졌다고 주장되는 잔혹 행위에 대해 아일랜드인들을 처벌하기를 원했다. 게다가 일부 아일랜드 도시(특히 웩스퍼드와 워터퍼드)는 1640년대 내내 해적선들이 영국 선박을 공격하는 기지 역할을 했다.
또한 잉글랜드 의회는 채권자들에게 빚을 갚기 위해 아일랜드의 토지를 몰수할 재정적 필요가 있었다. 의회는 1642년 이래로 아일랜드 가톨릭 반란군으로부터 몰수된 토지로 채권자들에게 갚을 것을 전제로 모험가법에 따라 아일랜드를 진압하기 위해 1천만 파운드의 대출을 받았다. 이 대출을 갚기 위해서는 아일랜드를 정복하고 그러한 토지를 몰수해야 했다. 의회주의자들은 또한 아일랜드로 군대를 파견해야 하는 내부 정치적 이유도 있었다. 1649년 4월과 5월 밴버리와 비숍스게이트에서 발생한 군대 반란은 신모범군을 동요시켰고, 병사들의 요구는 그들이 아무것도 하지 않고 방치되면 아마도 증가할 것이었다.
마지막으로, 일부 의회주의자들에게 아일랜드에서의 전쟁은 종교 전쟁이었다. 크롬웰과 그의 군대 대부분은 모든 로마 가톨릭교도를 이단으로 간주하는 청교도였으므로, 그들에게 정복은 부분적으로 성전이었다. 아일랜드 맹방은 교황청으로부터 무기와 돈을 지원받았고 1643년부터 1649년까지 교황 사절 피에르프란체스코 스카람피와 나중에 교황 대사 조반니 바티스타 리누치니를 환영했다.

## 라스마인즈 전투와 크롬웰의 아일랜드 상륙
1649년 맹방 아일랜드로 알려진 시기가 끝날 무렵, 아일랜드에 남아있는 유일한 의회파 전초 기지는 더블린에 있었으며 콜로넬 존스의 지휘를 받았다. 오몬드 후작 휘하의 왕당파와 맹방 연합군이 더블린 남쪽 라스마인즈에 집결하여 도시를 점령하고 의회파가 상륙할 수 있는 항구를 빼앗으려 했다. 그러나 존스는 8월 2일 왕당파가 전개하는 동안 기습 공격을 감행하여 그들을 도주하게 만들었다. 존스는 약 4,000명의 왕당파 또는 맹방 병사를 죽이고 2,517명을 포로로 잡았다고 주장했다.
올리버 크롬웰은 이 전투를 "우리가 꿈을 꾸는 자와 같을 정도로 놀랍고 위대하며 시의적절한 자비"라고 불렀는데, 이는 그가 아일랜드에 군대를 상륙시킬 안전한 항구를 확보하고 수도를 유지했음을 의미했기 때문이다. 라인공 루퍼트 휘하의 나머지 왕당파 함대를 킨세일에서 로버트 블레이크 제독이 봉쇄한 가운데, 크롬웰은 8월 15일 병력과 장비로 가득 찬 35척의 선박을 이끌고 상륙했다. 헨리 아이턴은 이틀 후 77척의 선박을 더 이끌고 상륙했다.
오몬드의 군대는 더블린 주변에서 혼란에 빠져 후퇴했다. 그들은 라스마인즈에서의 예상치 못한 패배로 사기가 크게 저하되었고 단기간에 또 다른 전면전을 벌일 능력이 없었다. 그 결과 오몬드는 겨울까지 크롬웰군의 진격을 저지하기 위해 아일랜드 동해안의 성벽 도시들을 붙잡기를 희망했고, 그때 "굶주림 대령과 질병 소령"(즉, 굶주림과 질병)이 그들의 전열을 약화시키기를 바랐다.

## 드로이다 공성전
상륙 후 크롬웰은 잉글랜드로부터 보급품과 증원군이 효율적으로 상륙할 수 있도록 아일랜드 동해안의 다른 항구 도시들을 점령하기 시작했다. 가장 먼저 함락된 도시는 더블린에서 북쪽으로 약 50km 떨어진 드로이다였다. 드로이다는 아서 애스턴이 지휘하는 3,000명의 잉글랜드 왕당파 및 아일랜드 맹방 병사들로 구성된 수비대가 주둔하고 있었다. 일주일간의 공성전 끝에 크롬웰군은 도시를 보호하는 성벽을 뚫었다. 애스턴은 크롬웰의 항복 요구를 거부했다. 도시를 둘러싼 전투에서 크롬웰은 자비를 베풀지 말 것을 명령했고, 수비대와 가톨릭 사제 대부분이 살해되었다. 많은 민간인 또한 약탈 중에 사망했다. 애스턴은 라운드헤드들에 의해 자신의 나무 다리로 맞아 죽었다.
항복한 일부 병사들과 교회에 피신한 일부 병사들을 포함하여 드로이다 수비대의 학살은 아일랜드에서 공포로 받아들여졌고 오늘날 크롬웰의 극심한 잔혹성의 예시로 사용된다. 드로이다를 점령한 후, 크롬웰은 군대의 대부분을 남쪽으로 보내 남동부 항구들을 확보했다. 그는 5,000명의 병력을 로버트 베너블스 지휘 하에 북쪽으로 보내 1642년에 그곳에 상륙했던 스코틀랜드 언약도 군대의 잔존 세력으로부터 동부 얼스터를 점령하게 했다. 그들은 리스나가베이 전투 (1649년 12월 6일)에서 스코틀랜드군을 격파하고 서부 얼스터의 데리 주변에 주둔한 잉글랜드 정착민들로 구성된 의회파 군대와 합류했는데, 이 군대는 찰스 쿠트의 지휘를 받았다.

## 웩스퍼드, 워터퍼드, 던캐넌

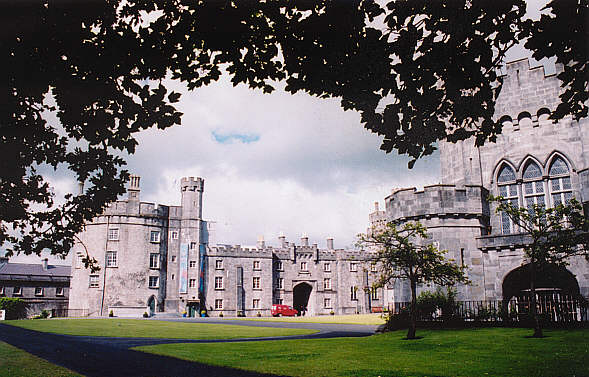
킬케니 성. 맹방 아일랜드의 수도 킬케니는 1650년 크롬웰에게 함락되었다.

이후 신모범군은 남쪽으로 진군하여 웩스퍼드, 워터퍼드, 던캐넌 항구를 확보했다. 웩스퍼드는 또 다른 악명 높은 잔학 행위의 현장이었다. 웩스퍼드 약탈 당시, 의회군 병사들이 항복 협상이 진행 중인 동안 도시로 침입하여 약탈했고, 약 2,000명의 병사와 1,500명의 시민을 살해하고 도시의 대부분을 불태웠다.
왕당파 사령관 오몬드는 크롬웰 군대의 공포가 그의 군대에 마비시키는 영향을 미쳤다고 생각했다. 뉴로스나 카를로와 같은 도시들은 나중에 크롬웰 군대에 포위되었을 때 조건부로 항복했다. 반면에 드로이다와 웩스퍼드 수비대의 학살은 다른 곳에서의 저항을 연장시켰는데, 이는 많은 아일랜드 가톨릭교도들에게 항복하더라도 살해당할 것이라고 확신시켰기 때문이다.
워터퍼드, 던캐넌, 클론멜, 리머릭, 골웨이와 같은 도시들은 끈질긴 저항 끝에 항복했다. 크롬웰은 워터퍼드나 던캐넌을 점령할 수 없었고, 신모범군은 겨울 숙영지로 퇴각해야 했으며, 그곳에서 많은 병사들이 질병, 특히 장티푸스와 이질로 사망했다. 워터퍼드 항구 도시와 던캐넌 마을은 결국 1650년 장기간의 공성전 끝에 항복했다.

## 클론멜과 먼스터 정복

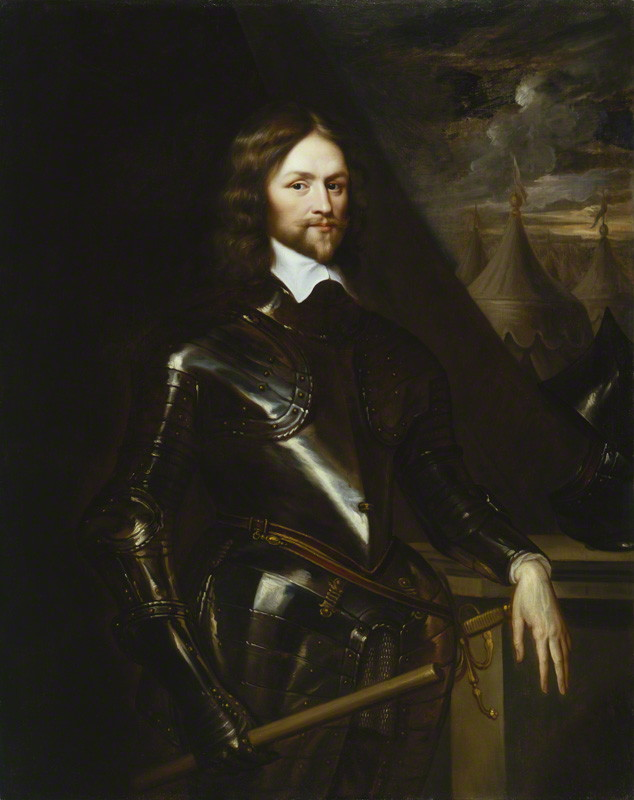
헨리 아이턴. 크롬웰은 1650년 아일랜드 의회군 지휘권을 아이턴에게 넘겼다. 그는 1651년 리머릭 공성전에서 질병으로 사망했다.

이듬해 봄, 크롬웰은 아일랜드 남동부에 남아있던 성벽 도시들을 정리했는데, 특히 맹방의 수도인 킬케니는 조건부로 항복했다. 신모범군은 클론멜 공성전에서 아일랜드에서 유일하게 심각한 역전을 겪었으며, 도시 방어에 대한 공격이 최대 2,000명의 병력 손실을 입으며 격퇴되었다. 그러나 도시는 다음 날 항복했다.
킬케니와 클론멜에 대한 크롬웰의 대우는 드로이다와 웩스퍼드의 대우와 대조적이다. 그의 병사들이 이전 두 곳을 공격하면서 막대한 사상자를 냈음에도 불구하고, 크롬웰은 도시 주민들의 생명과 재산을 보장하고 그들을 방어하던 무장한 아일랜드 병력의 철수를 보장하는 항복 조건을 존중했다. 의회군 사령관의 태도 변화는 과도한 잔인함이 아일랜드의 저항을 연장시키고 있다는 인식을 나타내는 것일 수 있다. 그러나 드로이다와 웩스퍼드의 경우 항복 협정이 체결되지 않았으며, 17세기 중반에 만연했던 대륙의 공성전 규칙에 따르면 이는 자비가 베풀어지지 않을 것임을 의미했으므로, 크롬웰의 태도가 변하지 않았다고 주장할 수 있다.
오몬드의 왕당파는 여전히 먼스터의 대부분을 점유하고 있었지만, 코크에 주둔한 자체 수비대의 반란으로 인해 측면 공격을 당했다. 그곳의 영국 개신교 병력은 1648년까지 의회를 위해 싸웠고 맹방과 싸우는 것을 불쾌하게 여겼다. 그들의 반란은 코크와 먼스터의 대부분을 크롬웰에게 넘겨주었고, 그들은 매크룸 전투에서 지역 아일랜드 수비대를 격파했다. 아일랜드와 왕당파 병력은 섀넌강 너머 코노트 또는 (남아있는 먼스터 병력의 경우) 케리주의 요새지로 후퇴했다.

## 왕당파 동맹의 붕괴
1650년 5월, 찰스 2세는 아일랜드 맹방과의 동맹을 파기하고 스코틀랜드 언약도 정부와 브레다 조약을 체결했다. 이는 아일랜드 왕당파 연합의 수장으로서 오몬드의 입지를 완전히 약화시켰다. 크롬웰은 아일랜드의 개신교 왕당파에게 관대한 항복 조건을 발표했고, 그들 중 다수가 항복하거나 의회파 편으로 넘어갔다.
이로 인해 전장에 남은 것은 남아있는 아일랜드 가톨릭 군대와 몇몇 완고한 잉글랜드 왕당파뿐이었다. 이때부터 많은 아일랜드 가톨릭교도들은 그들의 주군인 국왕이 그들과의 동맹을 파기했는데 왜 오몬드의 지도력을 받아들여야 하는지에 의문을 제기했다. 영국-스코틀랜드 전쟁의 발발로 크롬웰은 아일랜드를 떠나 새로운 위협에 대처해야 했으며, 지휘권을 헨리 아이턴에게 넘겼다.

## 스캐리프홀리스와 얼스터군의 파괴
아일랜드군과 왕당파에게 남겨진 가장 강력한 병력은 1649년 사망한 오간 루어 오 넬이 이전에 지휘했던 6,000명의 얼스터군이었다. 그러나 이 군대는 이제 히버 맥마흔이라는 경험 없는 가톨릭 주교가 지휘했다. 얼스터군은 1650년 6월 도니골주의 스캐리프홀리스 전투에서 찰스 쿠트가 지휘하는 의회군과 맞붙었다. 얼스터군은 패주했고, 병사 중 2,000명가량이 사망했다. 또한 맥마흔과 얼스터군 장교 대부분이 전투에서 전사하거나 포로로 잡혀 처형되었다. 이는 아일랜드에서 의회파에 맞서는 마지막 강력한 야전군을 제거하고 그들에게 북부 얼스터 지방을 확보해 주었다. 쿠트의 군대는 북부의 마지막 가톨릭 거점인 샬몽 공성전에서 큰 손실을 입었음에도 불구하고 이제 남쪽으로 진군하여 아일랜드 서해안을 침공할 수 있게 되었다.

## 리머릭과 골웨이 공성전

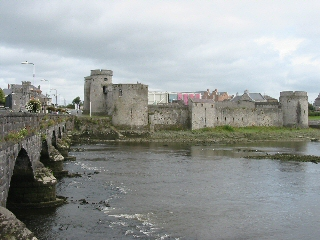
존 왕의 성과 톰몬드 다리, 리머릭 시. 아이턴은 1651년 장기간의 공성전 끝에 리머릭을 점령했다.

의회파는 1650년 10월 섀넌강을 건너 서부 지방인 코노트로 진입했다. 클랜리카드 휘하의 아일랜드군은 그들을 막으려 했지만, 밀릭 섬 전투에서 기습을 당해 패주했다.
오몬드는 아일랜드군과 왕당파군의 끊임없는 패배로 인해 신뢰를 잃었고, 특히 아일랜드 맹방의 지휘관들에게 신임을 얻지 못했다. 그는 1650년 12월 프랑스로 도피했고, 아일랜드 귀족인 클랜리카드의 율릭 버크가 지휘관을 대신했다. 아일랜드군과 왕당파군은 섀넌강 서쪽 지역으로 몰렸고, 아일랜드 서해안의 강력한 성벽 도시인 리머릭과 골웨이를 방어하는 데 마지막 희망을 걸었다. 이 도시들은 광범위한 현대식 방어 시설을 갖추고 있었으며, 드로이다나 웩스퍼드처럼 단순한 공격으로는 점령할 수 없었다.
아이턴은 리머릭을 포위하고 찰스 쿠트는 골웨이를 포위했지만, 강력하게 요새화된 도시들을 점령할 수 없었고, 대신 굶주림과 질병이 그들을 항복하게 할 때까지 봉쇄했다. 케리주의 아일랜드군은 남쪽에서 리머릭을 구원하려 했지만, 노크나클래시 전투에서 요격당해 패주했다. 리머릭은 1651년에 함락되었고, 골웨이는 이듬해에 함락되었다. 그러나 질병은 무차별적으로 사람들을 죽였고, 아이턴은 수천 명의 의회군 병사와 함께 1651년 리머릭 외곽에서 역병으로 사망했다.

## 게릴라전, 기근, 역병

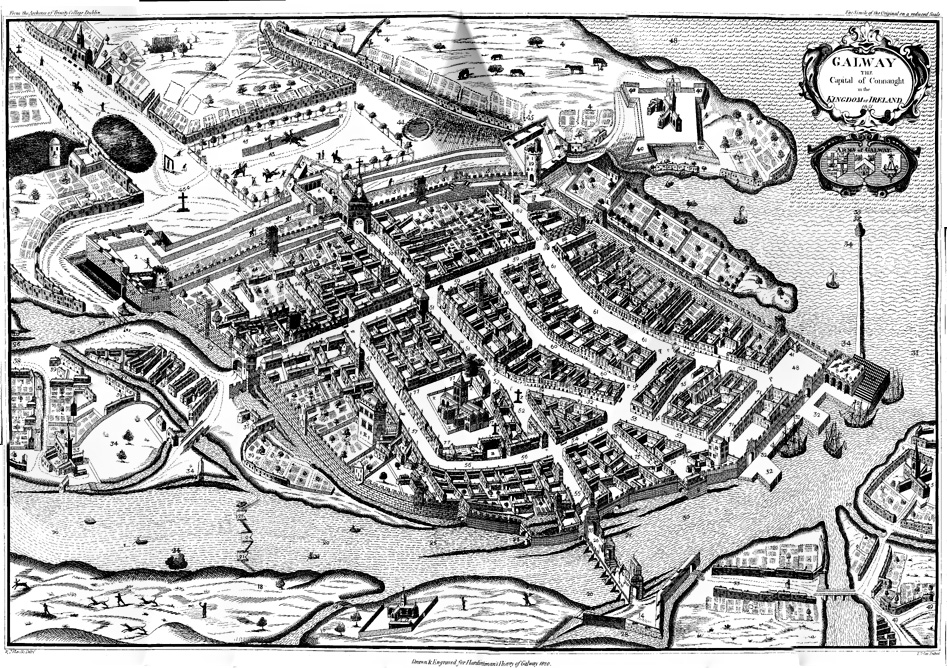
1651년의 강력하게 요새화된 골웨이 시. 1652년 항복하여 의회군에게 함락된 마지막 아일랜드 요새였다.

골웨이의 함락으로 크롬웰의 정복에 대한 조직적인 저항은 끝났지만, 소규모 아일랜드군 부대가 의회군에 대한 게릴라 공격을 시작하면서 전투는 계속되었다.
전쟁의 게릴라 단계는 1650년 말부터 진행되었고, 1651년 말에는 아일랜드군 또는 왕당파의 주력군이 패배했음에도 불구하고 여전히 의회군에 맞서는 약 30,000명의 병력이 무장하고 있는 것으로 추정되었다. 토리당원들(아일랜드어 tóraí는 "추적자" 또는 "무법자"를 의미)은 앨런 습원, 위클로 산맥, 북부 미들랜드의 드럼린 지형과 같은 험난한 지형에서 활동하며 몇 달 안에 의회군 대규모 부대를 제외한 모든 사람들에게 시골을 극도로 위험하게 만들었다. 아이턴은 1650년에 그곳의 토리당원들을 진압하려 위클로 산맥으로 징벌적 원정을 감행했지만 성공하지 못했다.
1651년 초까지는 어떠한 영국 보급 호송대도 군사 기지에서 2마일 이상 이동하면 안전하지 않다고 보고되었다. 이에 대응하여 의회파는 토리당원들을 돕는다고 생각되는 민간인들의 식량 보급을 파괴하고 강제로 추방했다. 존 휴슨은 위클로주와 킬데어주에서 식량 재고를 체계적으로 파괴했고, 하드레스 월러는 클래어주의 버렌에서, 콜로넬 쿡은 웩스퍼드주에서 마찬가지로 행동했다. 그 결과 아일랜드 전역에 기근이 발생했으며, 가래톳페스트의 발생으로 더욱 악화되었다. 게릴라전이 계속되면서 의회파는 1651년 4월부터 위클로주와 국가 남부의 대부분과 같은 지역을 오늘날 자유사격구역으로 불릴 만한 곳으로 지정하여 발견되는 모든 사람들을 "적과 같이 살해하고 파괴하며 그들의 가축과 재산은 적의 재산으로 간주하여 빼앗거나 파괴될 것이다"라고 선언했다. 이 전술은 9년 전쟁에서 성공한 바 있다.
이 전쟁 단계는 민간인 인명 손실 면에서 가장 비용이 많이 들었다. 전쟁, 기근, 역병의 결합은 아일랜드 인구에 엄청난 사망률을 야기했다. 윌리엄 페티는 (1655년-1656년 다운 조사) 1641년 이후 아일랜드 전쟁의 사망자 수가 618,000명 이상, 즉 전쟁 전 인구의 약 40%에 달한다고 추정했다. 이 중 그는 400,000명 이상이 가톨릭교도였고, 167,000명이 전쟁이나 기근으로 직접 사망했으며, 나머지는 전쟁 관련 질병으로 사망했다고 추정했다. 현대 추정치는 사망자 수를 약 20%에 가깝게 보고 있다.
또한, 전쟁 포로를 포함하여 약 5만 명의 아일랜드인들이 잉글랜드 공화국 정권 하에서 계약 하인으로 팔려갔다. 그들은 종종 북아메리카와 카리브해의 영국 식민지로 보내져, 이후 17세기 후반에는 특정 카리브해 식민지 인구의 상당 부분을 차지했다. 바베이도스에서는 그들의 일부 후손이 붉은다리로 알려져 있다.
결국, 게릴라전은 1652년 의회파가 잉글랜드 공화국과 전쟁 중이 아닌 외국 군대에서 복무할 수 있도록 아일랜드군에게 항복 조건을 제시하면서 종식되었다. 대부분은 프랑스나 스페인으로 갔다. 존 피츠패트릭(렌스터), 에드먼드 오드와이어(먼스터), 에드먼드 데일리(코노트)가 이끄는 가장 큰 아일랜드 게릴라 부대는 5월 킬케니에서 서명된 조건에 따라 1652년에 항복했다. 그러나 연말까지 최대 11,000명의 병력, 주로 얼스터에 있는 병력이 여전히 전장에 남아있는 것으로 추정되었다. 마지막 아일랜드군과 왕당파군(필립 오라일리 휘하 맹방 얼스터군의 잔존 병력)은 1653년 4월 27일 캐번주의 클로터에서 공식적으로 항복했다. 잉글랜드 의회는 이후 1653년 9월 27일 아일랜드 반란이 진압되었다고 선포했다. 그러나 저강도 게릴라전은 그 십 년간 계속되었고, 광범위한 무법 상태가 동반되었다. 의심할 여지 없이 일부 토리당원들은 단순한 도적이었지만, 다른 이들은 정치적인 동기를 가졌다. 크롬웰파는 "사적 토리"와 "공적 토리"를 구별하여 무법자에 대한 정보나 체포에 대한 보상금을 지급했다.

## 크롬웰의 정착

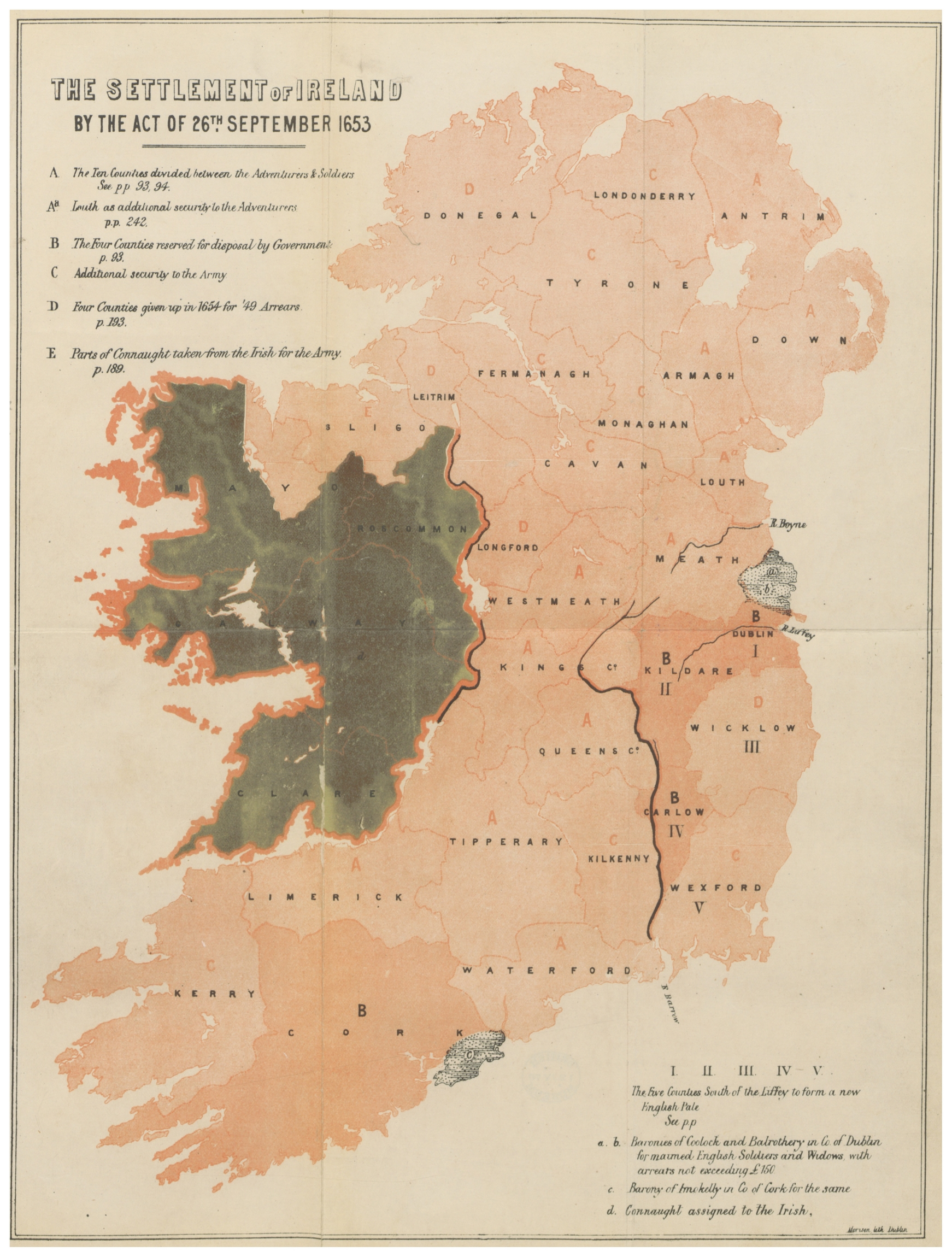
크롬웰의 승리 후, 광대한 토지가 몰수되고 아일랜드 가톨릭교도들은 코노트의 땅으로 추방되었다.

잉글랜드 의회는 가톨릭 종교에 대한 반감과 1641년 반란에 대한 아일랜드 가톨릭교도들을 처벌하기 위해 아일랜드 인구에 극도로 가혹한 정착을 강요했다. 또한 의회는 군대에 급료를 지급하고 1640년 모험가법에 따라 전쟁을 지원했던 사람들에게 토지를 제공하기 위해 돈을 모아야 했다.
1640년 모험가법에 따라 채권자들은 몰수된 재산으로 상환받았고, 그곳에서 복무한 의회군 병사들은 종종 임금 대신 토지로 보상받았다. 이들 중 다수가 단순히 할당받은 토지를 팔았음에도 불구하고, 그 결과 아일랜드 가톨릭교도가 소유한 토지 비율은 1641년 60%에서 1660년 잉글랜드 왕정복고에는 20%로 감소했다. 이후 가톨릭교도들은 대부분의 공직에 취임할 수 없었지만, 아일랜드 의회에는 참석할 수 있었다.

## 역사적 논쟁
아일랜드에서의 의회파 작전은 내전 기간 중 가장 잔혹했다. 특히 드로이다와 웩스퍼드에서의 크롬웰의 행동은 그에게 잔인하다는 평판을 안겼다.
크롬웰 비평가들은 가톨릭 주교들이 아일랜드 가톨릭 백성에게 저항을 호소했을 때 그가 "가톨릭 주민들을 학살, 추방, 파괴할 의도는 없지만, 만약 그들이 저항한다면 그들에게 닥칠 비참함과 황폐함, 피와 파멸로부터 자유롭기를 바라며, 그들에 대해 최대한의 엄격함을 행사하는 것을 기뻐할 것"이라고 응답한 것을 지적한다.
드로이다에서 일어난 일이 17세기 공성전의 기준으로 볼 때 특이한 일이 아니었다고 주장하려는 시도에도 불구하고, 이는 다른 학자들에 의해 대체로 거부되었다. 한 역사가에 따르면 "드로이다 학살은 그 무자비함,...잔혹함과 계산, 뜨거운 피와 차가운 피의 조합으로 인해 두드러진다." 또한 다른 비평가들은 당시 드로이다와 웩스퍼드에서의 살해가 잔학 행위로 간주되었다고 지적한다. 그들은 아이턴 사망 후 아일랜드 의회군 사령관이었던 에드먼드 루들로와 같은 출처를 인용하는데, 그는 크롬웰이 드로이다에서 사용한 전술이 "특별한 잔혹성"을 보였다고 썼다.
아일랜드에서 크롬웰의 행동은 상호 잔혹한 전쟁의 맥락에서 일어났다. 1641년부터 1642년까지 얼스터의 아일랜드 반군들은 이전에 가톨릭 소유자로부터 몰수된 토지에 정착했던 약 4,000명의 개신교 정착민들을 살해했다. 이 사건들은 개신교 선전에서 아일랜드 가톨릭교도들이 아일랜드의 영국 개신교 정착민들을 몰살시키려는 시도로 확대되었으며, 영국 의회파 팜플렛들은 20만 명 이상의 개신교도들이 사망했다고 주장했다. 이는 다시 영국 의회파와 스코틀랜드 언약군이 아일랜드 가톨릭 인구에 대한 복수를 취하는 정당화로 사용되었다. 1655년 의회파 소책자는 "젠트리, 성직자, 평민을 포함한 아일랜드 전체 민족이 이 분쟁에 하나의 민족으로 참여하여 모든 영국 개신교도를 그들 사이에서 뿌리 뽑고 근절시키려 한다"고 주장했다.
잔학 행위는 이후 모든 측에서 저질러졌다. 코크의 의회군 사령관이자 인치퀸 백작인 머로우 오브라이언이 1647년 캐셀을 점령했을 때, 그는 그곳의 수비대와 가톨릭 성직자들(포함 테오발트 스태플턴)을 학살하여 "불태우는 머로우"라는 별명을 얻었다. 인치퀸은 1648년 충성 맹세를 바꾸어 왕당파 군대의 지휘관이 되었다. 던건스 힐 전투와 스캐리프홀리스 전투와 같은 전투 이후, 영국 의회군 병력은 수천 명의 아일랜드 가톨릭 포로들을 처형했다. 마찬가지로, 맹방 가톨릭 장군 토마스 프레스턴이 1647년 메이누스를 점령했을 때, 그는 그곳의 가톨릭 수비대들을 배교자로 교수형에 처했다.
그럼에도 불구하고 1649년-1653년 캠페인은 아일랜드 민중의 기억 속에 악명 높은 것으로 남아 있는데, 이는 아일랜드 인구에 막대한 사망자를 초래했기 때문이다. 주요 원인은 1650년부터 헨리 아이턴, 존 휴슨, 에드먼드 루들로와 같은 지휘관들이 가톨릭 인구를 상대로 사용한 반게릴라 전술 때문이었다. 이때 국가의 많은 지역이 여전히 의회군에 저항하고 있었다. 이 전술에는 대규모 작물 소각, 강제 인구 이동, 민간인 살해가 포함되었다. 한 현대 추정치는 20만 명이 사망했으며, 이 중 13만 7천 명이 민간인이었다고 추산했다.
또한, 전후 크롬웰의 아일랜드 정착은 마크 레벤과 앨런 악셀로드와 같은 역사가들에 의해 민족 청소로 특징지어졌다. 이는 국가 동부 지역에서 아일랜드 가톨릭교도를 제거하려 했기 때문이다. 팀 팻 쿠건과 같은 역사 작가들은 크롬웰과 그의 부하들의 행동을 집단학살로 묘사했다. 식민 연구 교수 케이티 케인은 이번 침략이 미국 원주민 집단학살에 비견될 만하다고 제안하며, 이 사건과 영국이 아일랜드 민간인을 다룬 방식 사이의 유사점을 지적했다. 크롬웰의 캠페인과 정착 이후에는 가톨릭 토지 소유자들이 광범위하게 토지를 잃었고 인구도 크게 감소했다. 결국, 더 많은 수의 생존한 가난한 가톨릭교도들은 서쪽으로 이주하지 않았고, 대부분은 새로운 토지 소유자들을 위해 일하며 스스로 살아가야 했다.

## 장기적인 결과
크롬웰의 정복은 아일랜드에 대한 영국 식민지화를 완성시켰고, 아일랜드는 1653년부터 1659년까지 잉글랜드, 스코틀랜드, 아일랜드 공화국에 병합되었다. 이는 토착 아일랜드 가톨릭 지주 계급을 파괴하고 영국적 정체성을 가진 식민지 이주민들로 대체했다. 크롬웰의 정착으로 인한 원한은 17세기 이후 아일랜드 국민주의의 강력한 원천이 되었다.
1660년 잉글랜드 왕정복고 이후, 찰스 2세는 1662년 정착법에 따라 몰수된 토지의 약 3분의 1을 이전 지주들에게 돌려주었지만, 잉글랜드의 이전 의회 의원들로부터 정치적 지지를 얻어야 했기 때문에 모두 돌려주지는 않았다. 한 세대 후, 명예 혁명 동안, 아일랜드 가톨릭 지주 계급의 많은 사람들이 아일랜드 윌리엄 전쟁 (1689년–91년)에서 남은 크롬웰의 정착을 뒤집으려고 시도했고, 그들은 자코바이트를 위해 대규모로 싸웠다. 그들은 다시 패배했고, 1662년 이후 재할당받았던 많은 토지를 잃었다. 그 결과, 아일랜드와 영국 가톨릭교도들은 1829년까지 영국 국가의 완전한 정치적 시민이 되지 못했고, 1778년 가톨릭교도법까지는 법적으로 토지의 가치 있는 이권을 살 수 없었다.

## 같이 보기
- 영국 군사사
- 삼왕국 전쟁 연표
- 아일랜드의 역사 (1536년-1691년)
- 아일랜드 맹방 전쟁
- 삼왕국 전쟁
- "투이람 나 헤런"

## 내용주
1. ↑  This version's wording is taken from a London edition; 토머스 칼라일 notes that another contemporary version copied from the original Cork edition ends with the phrase "and shall rejoice to act severity against them" and that he states "is probably the true reading" Carlyle 2010, 132쪽.

## 참고 자료
- Coyle, Eugene (1999). 《Review of "Cromwell: An Honourable Enemy, by Tom Reilly"》. 《History Ireland》 7. 2014년 10월 10일에 확인함.
- Carlyle, Thomas (2010),  Traill, Henry Duff; Cromwell, Oliver, 편집., 《The Works of Thomas Carlyle》 2, 케임브리지 대학교 출판부, ISBN 9781108022309
- Fraser, Antonia. Cromwell Our Chief of Men, Panther, St Albans 1975, ISBN 0-586-04206-7
- Ó Siochrú, Mícheál. RTÉ ONE, Cromwell in Ireland Part 2. Broadcast 16 September 2008.
- O'Callaghan, Sean (2000). 《To Hell or Barbados》. Brandon. 85쪽. ISBN 978-0-86322-272-6.
- Higman, B. W. (1997).  Knight, Franklin W., 편집. 《General History of the Caribbean: The slave societies of the Caribbean》 3 illurat판. 유네스코. ISBN 978-0-333-65605-1.
- Irish Times staff (2009년 12월 12일). “Remnants of an indentured people”. 《아이리시 타임스》. (구독 필요)
- Kenyon, John; Ohlmeyer, Jane, 편집. (1998). 《The Civil Wars》. 옥스퍼드 대학교 출판부. ISBN 0-19-866222-X.
- Levene, Mark (2005). 《Genocide in the Age of the Nation State》. 2: The Rise of the West and Coming Genocide. I. B. Tauris. ISBN 978-1-84511-057-4.
- Lenihan, Padraig, Confederate Catholics at War, Cork 2001. ISBN 1-85918-244-5
- Morrill, John (December 2003). 《Rewriting Cromwell: A Case of Deafening Silences》. 《Canadian Journal of History》 19.
- Reilly, Tom. Cromwell, an Honourable Enemy, Dingle 1999, ISBN 0-86322-250-1
- Scott-Wheeler, James, Cromwell in Ireland, Dublin 1999, ISBN 978-0-7171-2884-6

## 추가 자료
- Butler, William (1903). 〈아일랜드의 올리버 크롬웰〉.   O'Brien, R. Barry. 《Studies in Irish History, 1649–1775》 (영어). Dublin: Browne and Nolan. 1–65쪽.
- Canny, Nicholas P. Making Ireland British 1580–1650, Oxford 2001, ISBN 0-19-820091-9
- Gentles, Ian. The New Model Army, Cambridge 1994, ISBN 0-631-19347-2
- O'Siochru, Micheal, God's Executioner- Oliver Cromwell and the Conquest of Ireland, Faber & Faber, London, 2008.
- Plant, David. 크롬웰의 아일랜드 정복: 1649–52, 영국 내전, 2008년 9월 22일 확인
- Stradling, R. A. The Spanish monarchy and Irish mercenaries, Irish Academic Press, Dublin 1994.
- Tom Reilly의 Cromwell, an Honourable Enemy (1999) 발췌문, 지지 및 비판

틀:Wars of the Three Kingdoms
틀:Kingdom of Ireland